# 芬迪湾
芬迪湾（英語：Bay of Fundy），大西洋西岸主要海湾之一，位于加拿大新不伦瑞克省和新斯科舍省之间，三面为陆地包围，仅西南与缅因湾连通，两者以大马南岛为界。芬迪湾以世上最為大型潮差闻名。